# La Creu Alta
|  | Per a altres significats, vegeu «Serra de la Creu Alta». |

La Creu Alta és un barri històric de Sabadell. Als seus habitants se'ls coneix amb el nom de tallarets.
Antigament, les terres que actualment ocupa el barri eren part de la parròquia de Sant Vicenç de Jonqueres, del terme de Sant Pere de Terrassa. Aquelles terres eren conegudes com la Creu Alta a causa de la presència d'una creu de terme d'alçària considerable, modernament substituïda per una creu més discreta. És per aquest motiu que el barri porta aquest nom. L'1 de juliol del 1904, la parròquia de Sant Vicenç de Jonqueres i, per tant, la Creu Alta va ser agregada al terme municipal de Sabadell.
El tipus d'habitatge predominant al barri és la casa anglesa. L'any 1992, començà la construcció de l'Eix Macià, que significà una profunda remodelació a l'oest de la Creu Alta. Actualment, el barri està delimitat per la plaça d'Espanya, l'avinguda de Francesc Macià, l'avinguda de Josep Tarradellas, la ronda de Zamenhof, el carrer de Vilarrúbias i la Gran Via.
La festa major del barri se celebra el cap de setmana de la segona Pasqua. S'hi duu a terme la competició entre les colles del barri, Llamps i Trons.
Llocs socials destacats són Cal Balsach, l'Esplai la Branca, el Teatre Sant Vicenç, l'Esplai Esparver, l'església parroquial de Sant Vicenç i el Casal Popular El Tallaret.